# Ихлас (мечеть)
Мечеть «Ихлас» (баш. «Ихлас» мәсете) — мусульманская религиозная организация в Уфе (Республика Башкортостан).

## История
Мечеть «Ихлас» основана в 1997 г., когда мусульманской религиозной организации Кировского района г. Уфы было передано здание бывшего кинотеатра «Луч». Здание было перестроено, и 6 июля 2001 г. мечеть была торжественно открыта. Значительная роль в открытии мечети принадлежит имам-хатибу Галлямову Мухаммету Мустафовичу.
В настоящее время проводятся работы по реконструкции главного здания мечети, строятся два 40-метровых минарета. Готовится к открытию мусульманская библиотека на 6 тысяч книг.
С 2004 года работает издательство «Ихлас», в котором отпечатаны несколько десятков религиозных брошюр и книг. В 2009 году при мечети «Ихлас» действует творческая группа «Иляхилар», которая исполняет религиозные песнопения, башкирские и татарские песни.

## Мечеть сегодня
Ныне мечеть представляет собой комплекс из 4-х зданий у 1-го и 2-го микрорайонов жилого района Алмалык. Перед парадным входом главного здания установлен монумент Исламу в форме полумесяца.
Объединение «Ихлас» имеет собственное издательство, телестудию. При мечети действует «мектеб» и курсы основ Ислама, чтения Корана, арабской грамоты. Здесь обучаются дети и люди старшего возраста.
С 19 августа 2012 года на сайте мечети организована регулярная прямая онлайн-трансляция богослужений.
«Ихлас» является не только духовным, но и культурным центром. В мечети регулярно проводятся богослужения, организованы регулярные выступления российских и зарубежных религиозных деятелей и исламоведов, проводятся различные научно-практические конференции, выступления представителей культуры, искусства и науки. Мечеть «Ихлас» организует ежегодные хаджи в Саудовскую Аравию.

## Адрес мечети
450103, Россия, Башкортостан, Уфа, ул. Сочинская, 43